# Embaixada Copa Lord
Sociedade Recreativa Cultural e Samba Embaixada Copa Lord (também chamada de Embaixada Copa Lord ou simplesmente Copa Lord) é uma escola de samba brasileira da cidade de Florianópolis, Santa Catarina. Foi fundada em 1955 na região do Morro da Caixa, também chamado Monte Serrat, no Maciço do Morro da Cruz, onde fica sua sede até hoje.
Tem como símbolo a cartola e bengala negras, um par de luvas brancas e uma carta ás de copas, e suas cores são o amarelo, vermelho e branco. Seu apelido é "A Mais Querida", e sua bateria é a "Guerreira".
É uma das escolas mais tradicionais de Florianópolis, sendo a segunda escola de samba mais antiga da cidade ainda em atividade. Diversos personagens lendários do carnaval de Florianópolis fazem parte da história da Copa Lord, como Avez-Vous, Nego Quirido, Lô, Jorginho, Uda Gonzaga, Seu Lidinho, Armandinho Gonzaga e Nega Tide.
Foi vinte vezes campeã do carnaval de Florianópolis (1955, 1956, 1962, 1966, 1967, 1972, 1973, 1974, 1976, 1982, 1990, 1996, 1999, 2000, 2002, 2003, 2004, 2008, 2010 e 2018), sendo a segunda maior vencedora.

## Símbolos
O pavilhão da escola, com quatro raios vermelhos sob um fundo amarelo, carrega um emblema em um círculo branco formado por uma cartola e uma bengala negras, um par de luvas brancas e uma carta de baralho ás de copas. A bandeira apresenta o emblema sem o nome da escola, que vai acima e abaixo dele - com o "Copa" sobre o emblema, e acima dele, a sigla S.R.C.S.E. (Sociedade Recreativa Cultural e Samba Embaixada) e abaixo, o "Lord" e a data de fundação da escola, 25 de fevereiro de 1955. Quando fora do pavilhão, o emblema é circundado pelo nome Embaixada Copa Lord, formando o símbolo da escola.
O emblema foi criado pouco depois do encontro que originou a escola, em janeiro de 1955, com o ás de copas representando o amor e a paixão do sambista pela Copa Lord e as luvas, cartola e bengala simbolizando a nobreza dos sambistas.

As cores vieram mais tarde, em 1966. O branco representa a paz e a união, o amarelo o progresso e a vermelha o amor e a paixão do sambista. A definição das cores veio junto do samba-hino da escola, "Quem Vem Lá?"
| “                         | “Quem vem lá, de amarelo, vermelho e branco? Levantando a poeira do chão? É a Copa Lord, do Morro da Caixa..." | ” |
| — Avez-Vous e Fogão, 1966 | |   |

## História

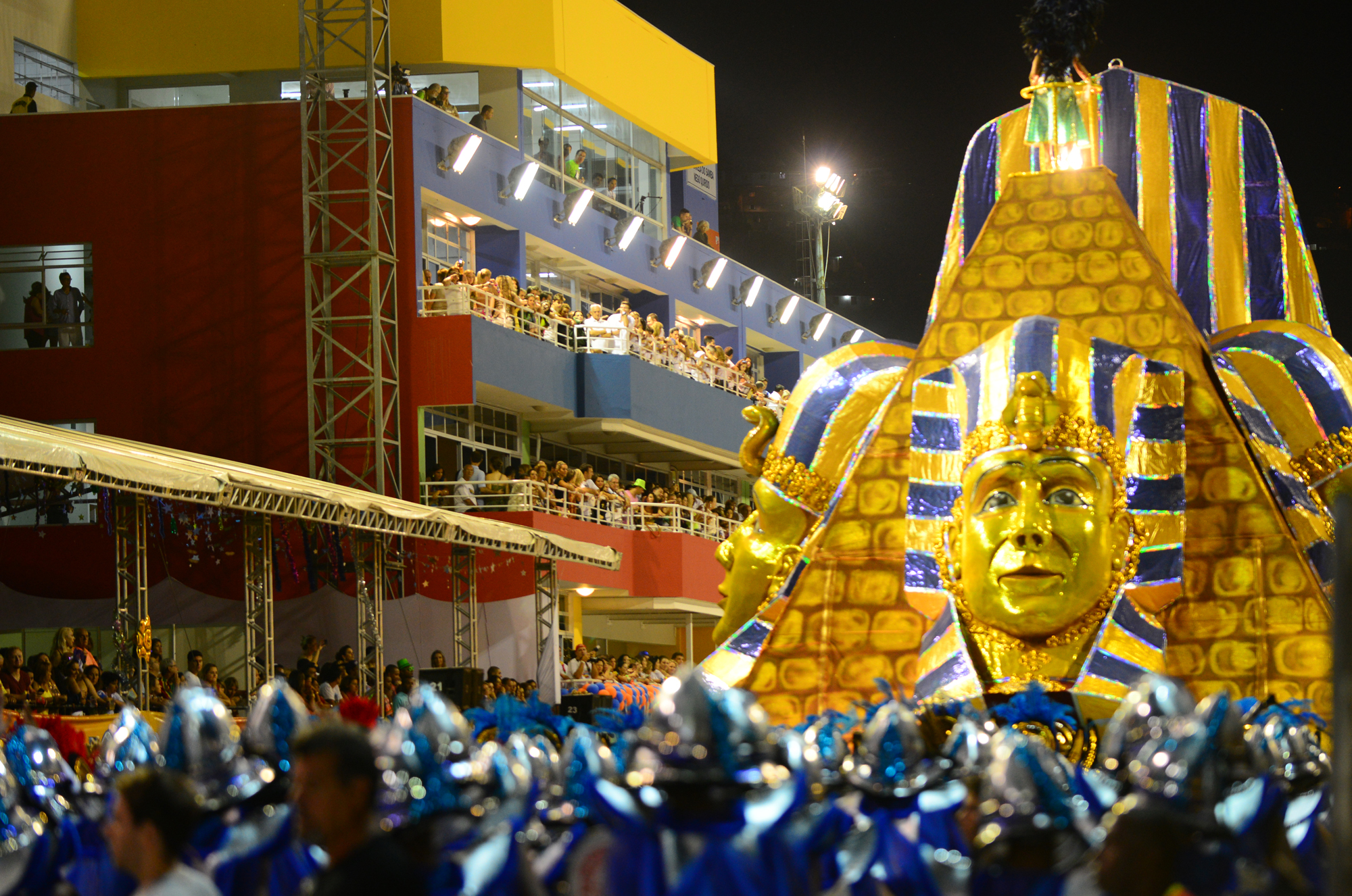
Copa Lord na Nego Quirido em 2014.

Em 22 de janeiro de 1955, a apatia do carnaval na cidade preocupava Abelardo Henrique Blumenberg, o Avez-Vous, que após uma partida de futebol, se reuniu com alguns amigos em frente ao bar do Segundo, na rua Major Costa, no Morro da Caixa, e fez uma sugestão a eles: fundar uma nova escola. Os amigos - Juventino João Machado, mais conhecido como Nego Quirido, Valdomiro José da Silva, o Lô, e Jorge Costa, o Jorginho, concordaram e logo trataram de organiza-la.
Faltava definir o nome. A primeira ideia, "Os Garotos do Ritmo", foi descartada por parecer muito infantil. Avez-vous então lembrou de uma expressão da época que ouviu no Rio de Janeiro, onde morava sua irmã: “estar numa copa lord”, que segundo ele significaria “estar numa boa”.
Naquele carnaval, a Copa Lord já desfilou, cantando o samba "Exaltação a Tiradentes", da Império Serrano de 1949 - era comum nos primeiros anos de desfile repetir enredos dos carnavais cariocas. Cerca de 100 pessoas participaram do desfile, e a escola ganhou o primeiro título de sua história. A data do desfile - 25 de fevereiro - foi acordada como a data oficial de fundação da escola. Em 1956, com o enredo "Vem Forasteiro" - o primeiro samba-enredo original de Florianópolis - a escola tornou-se bicampeã do carnaval. A escola seria novamente campeã em 1962, 1966, 1967, 1972, 1973, 1974, 1976 e 1982.
A década de 1990 teve um menor número de desfiles, com a escola não participando em 1991 e 1992 e os desfiles em 1994, 1997 e 1998 não acontecendo. Porém, a escola foi campeã em 1990 com o enredo "No comércio da vida: vi, gostei, mas não comprei", em 1996 com "Eu sou filho do batuque, neto da Abajá-koto" - enredo que foi utilizado novamente em 2017 - e em 1999 com "Cruz e Sousa, o Cisne Negro da Literatura Universal".
A década de 2000 foi a mais vitoriosa da Copa Lord: após a vitória de 1999, repetiu o feito vencendo em 2000, se tornando bicampeã com o enredo "A Terra é boa e tudo dá". Após um vice em 2001, conquista um tricampeonato nos anos de 2002, 2003 e 2004, e mais um título em 2008 apresentando "Matsuri em Sankateríni", uma homenagem aos centenário da Imigração Japonesa no Brasil. Em 2010 e 2018 são conquistados os últimos títulos da escola, que tem 20 no total.

## Segmentos

### Presidentes

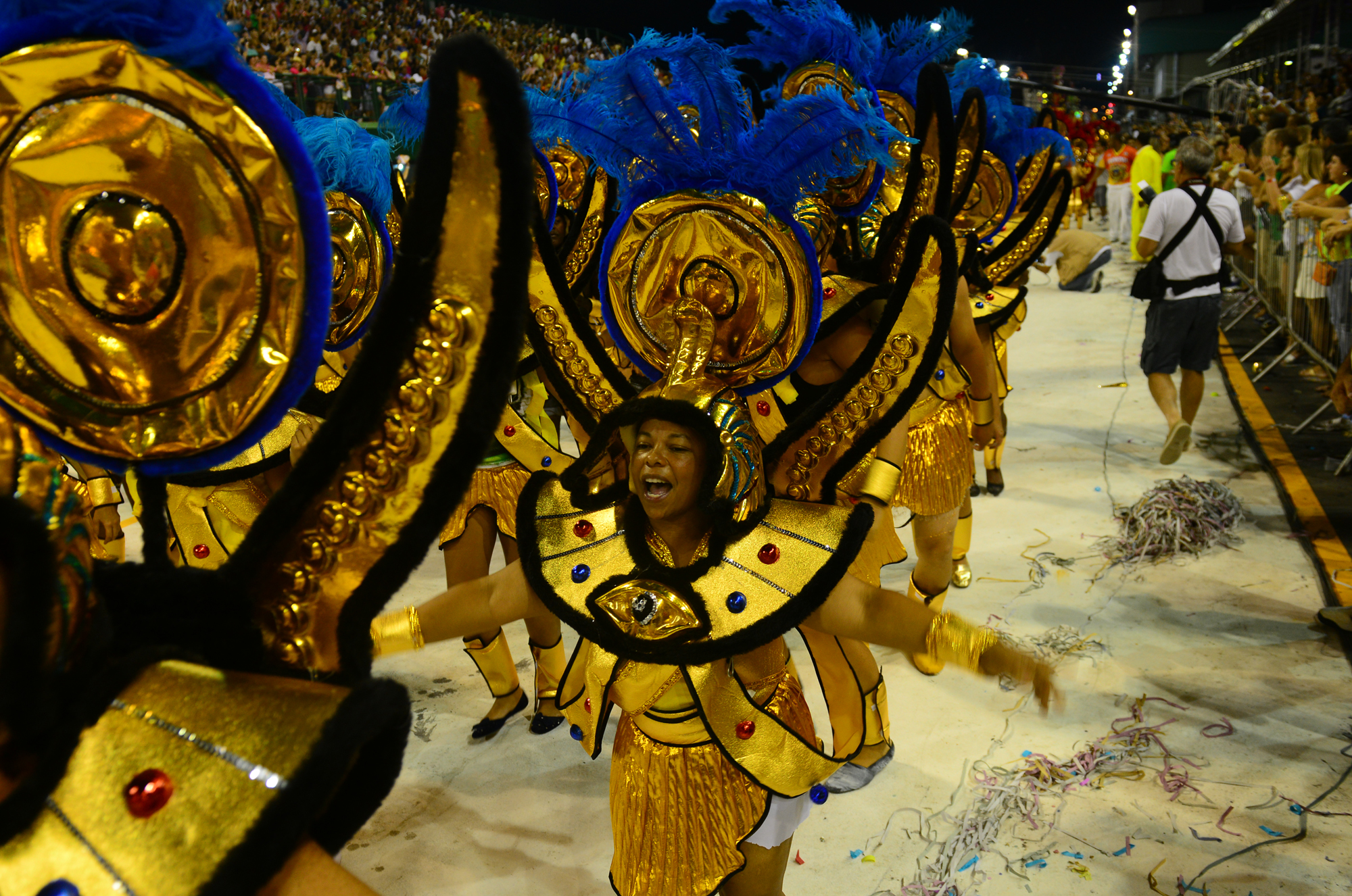
Uma ala da Copa Lord durante o desfile de 2014.

| Carnaval  | Nome                                     | Mandato | Ref.   |
| --------- | ---------------------------------------- | ------- | ------ |
| 1955-1956 | Abelardo Henrique Blumenberg (Avez-Vous) |         | [ 2 ]  |
| 1957      | Jorge Barão                              |         | [ 2 ]  |
| 1958      | Antônio Lori Siqueira (Charlie-Chan)     |         | [ 2 ]  |
| 1959-1960 | Domingos Fernandes de Aquino             |         | [ 2 ]  |
| 1961-1963 | João Carlos Batista Soares               |         | [ 2 ]  |
| 1964-1978 | Armandinho Gonzaga                       |         | [ 2 ]  |
| 1978-1980 | José Taboas (Zequinha)                   |         | [ 2 ]  |
| 1980      | Ari Freitas da Cunha                     |         | [ 2 ]  |
| 1981-1982 | Júlio dos Santos Neto                    |         | [ 9 ]  |
| 1982      | Osvaldo Lima                             |         | [ 2 ]  |
| 1983      | Narciso Jaci Policarpo                   |         | [ 9 ]  |
| 1983      | Antônio José Leopoldo (Jacaré)           |         | [ 2 ]  |
| 1984-1985 | Maria de Lourdes da Costa Gonzaga (Uda)  |         | [ 9 ]  |
| 1986      | Dejair Velozo                            |         | [ 9 ]  |
| 1987-1988 | Abílio Arcanjo Dutra                     |         | [ 2 ]  |
| 1989-1990 | Antônio Carlos Barbosa                   |         | [ 9 ]  |
| 1991      | Maria de Lourdes da Costa Gonzaga (Uda)  |         | [ 2 ]  |
| 1992      | Carlos Alberto Demaria                   |         | [ 2 ]  |
| 1993-1994 | Lauro Bandeira de Souza                  |         | [ 2 ]  |
| 1994      | Antônio José Leopoldo (Jacaré)           |         | [ 2 ]  |
| 1995-1996 | Abílio Arcanjo Dutra                     |         | [ 2 ]  |
| 1997-1998 | Antônio Carlos Barbosa                   |         | [ 2 ]  |
| 1999-2000 | Joelson Veloso                           |         | [ 2 ]  |
| 2001-2002 | Nestor Soares Aranha Filho               |         | [ 2 ]  |
| 2003-2004 | Doriedson Veloso                         |         | [ 2 ]  |
| 2005-2006 | Júlio dos Santos Neto                    |         | [ 2 ]  |
| 2016      | Antônio Carlos Barbosa                   |         | [ 10 ] |
| 2017-2019 | Josué da Costa (Jô)                      |         |        |
| 2020      | Armando de Souza                         |         |        |
| 2023      | Josué da Costa (Jô)                      |         |        |
| 2024      | Djeyson Jaques (Lulinha)                 |         |        |
| 2024-2025 | Fernanda Lima                            |         |        |

### Equipe de Carnaval

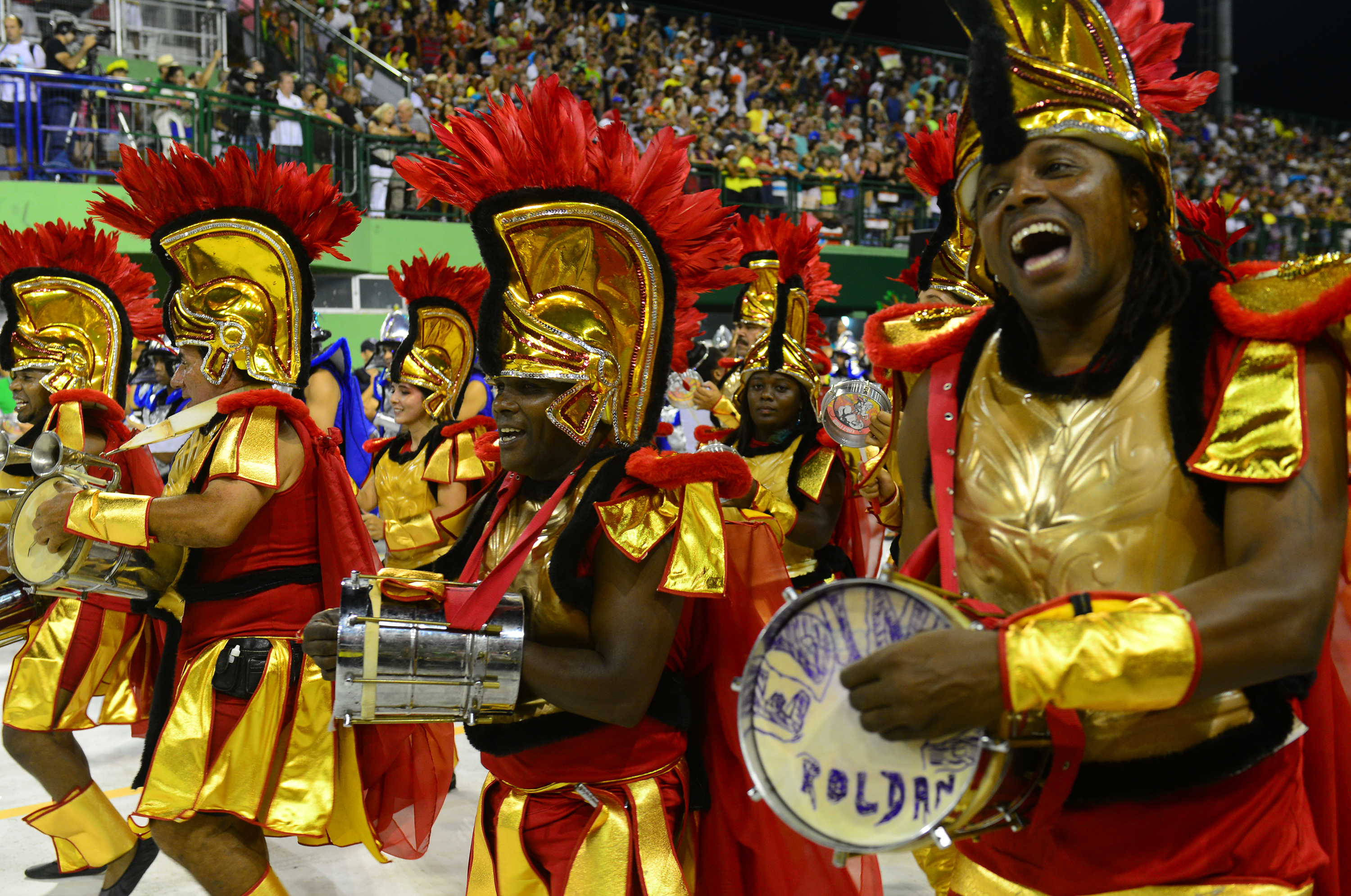
A Bateria Guerreira da Copa Lord durante o desfile.

| Ano        | Carnavalescos                                                                    |
| ---------- | -------------------------------------------------------------------------------- |
| 1979       | Funções divididas em coordenadorias                                              |
| 1981       | Orlando, Lourdes Nascimento, Ariel, Uda Gonzaga, Azomar e Barcellos              |
| 1982       | Sidney Nocetti Sobrinho e Nilton Neirelli                                        |
| 1983-1984  | Funções divididas em coordenadorias                                              |
| 1985       | Moacir Benvenutti Filho e Odorico Antônio Gonçalves                              |
| 1987       | Mauri Candemil e Sérgio Stahein                                                  |
| 1989       | Jone Araújo e Marcelo Machado                                                    |
| 1990       | Carlos Alberto Schneider, José Alfredo Beirão Filho e Cristina Maria da Silveira |
| 1995       | Fernando Albalustro, Marcos Carioni e Marcelo Machado                            |
| 2001-2004  | Márcio Schutz                                                                    |
| 2005-2006  | José Alfredo Beirão Filho                                                        |
| 2014-2017  | Anderson Oliveira, Fátima Costa de Lima e Leonardo Beserra(Leo Zeus)             |
| 2018       | Anderson Oliveira, Leonardo Beserra (Leo Zeus) e Willian Tadeu                   |
| 2019       | Leonardo Beserra (Leo Zeus) e Willian Tadeu                                      |
| 2020       | Paulinho Trindade                                                                |
| 2023-Atual | Willian Tadeu                                                                    |

### Diretores de Carnaval
| Ano       | Diretor de Carnaval  |
| --------- | -------------------- |
| 2017-2018 | João Benites         |
| 2019      | Rafael Marquez Motta |
| 2020      | Valter Costa         |
| 2023      | Fernando Augusto     |
| 2024      | Amanda Nicoleit      |
| 2025      | Fernando Augusto     |
| 2026      | Fernando Augusto     |

### Bateria
A bateria da Copa Lord é denominada "Guerreira" e é formada, em sua maioria, por moradores do Monte Serrat. Também fazem parte ritmistas de comunidades próximas, como a do Pastinho e a da Nova Descoberta, além do "pessoal do asfalto” (que não moram nos morros). Os instrumentos utilizados são, em média, 70 caixas, intercaladas com as caixas “de cima”, “de baixo rufada” e a “reta”; 30 repiniques, 20 chocalhos, 10 cuícas, 20 tamborins, 8 surdos de primeira, 8 surdos de segunda e 14 terceiras. É a única bateria de Florianópolis que utiliza 3 levadas de caixa.
| Ano        | Mestre de bateria                                            | Ref.   |
| ---------- | ------------------------------------------------------------ | ------ |
| 1982-1984  | Edson Camargo Evangelho                                      |        |
| 1985       | Azomar Pereira do Nascimento Jr. (Mazinho) e Dejair Velozo   |        |
| 1987       | Azomar Pereira do Nascimento Jr. (Mazinho) e Rosemar Calixto |        |
| 2006-2009  | Carlos Alberto Lemos (Carlão)                                |        |
| 2010-2017  | Duda                                                         |        |
| 2016       | Juninho e Bokera                                             |        |
| 2017       | Biriba e Bokera                                              |        |
| 2018-2023  | Diego Cunha                                                  | [ 12 ] |
| 2024-Atual | Marcos Vinicius                                              |        |

| Ano        | Rainha de bateria         | Ref.   |
| ---------- | ------------------------- | ------ |
| 2008       | Jaqueline Aranha          |        |
| 2014-2017  | Aline Mombelli            |        |
| 2018       | Michele Crispim           |        |
| 2019-2020  | Renata Rosângela Oliveira | [ 13 ] |
| 2023-Atual | Caroline Maier            |        |

| \| Ano \| Madrinha de bateria \| Ref. \| \| ---------- \| ------------------- \| ---- \| \| 2024-Atual \| Lucia Bregeron \| \| |                     |      |
| Ano | Madrinha de bateria | Ref. |
| 2024-Atual | Lucia Bregeron      |      |

| Ano        | Madrinha de bateria | Ref. |
| ---------- | ------------------- | ---- |
| 2024-Atual | Lucia Bregeron      |      |

### Diretores de Harmonia

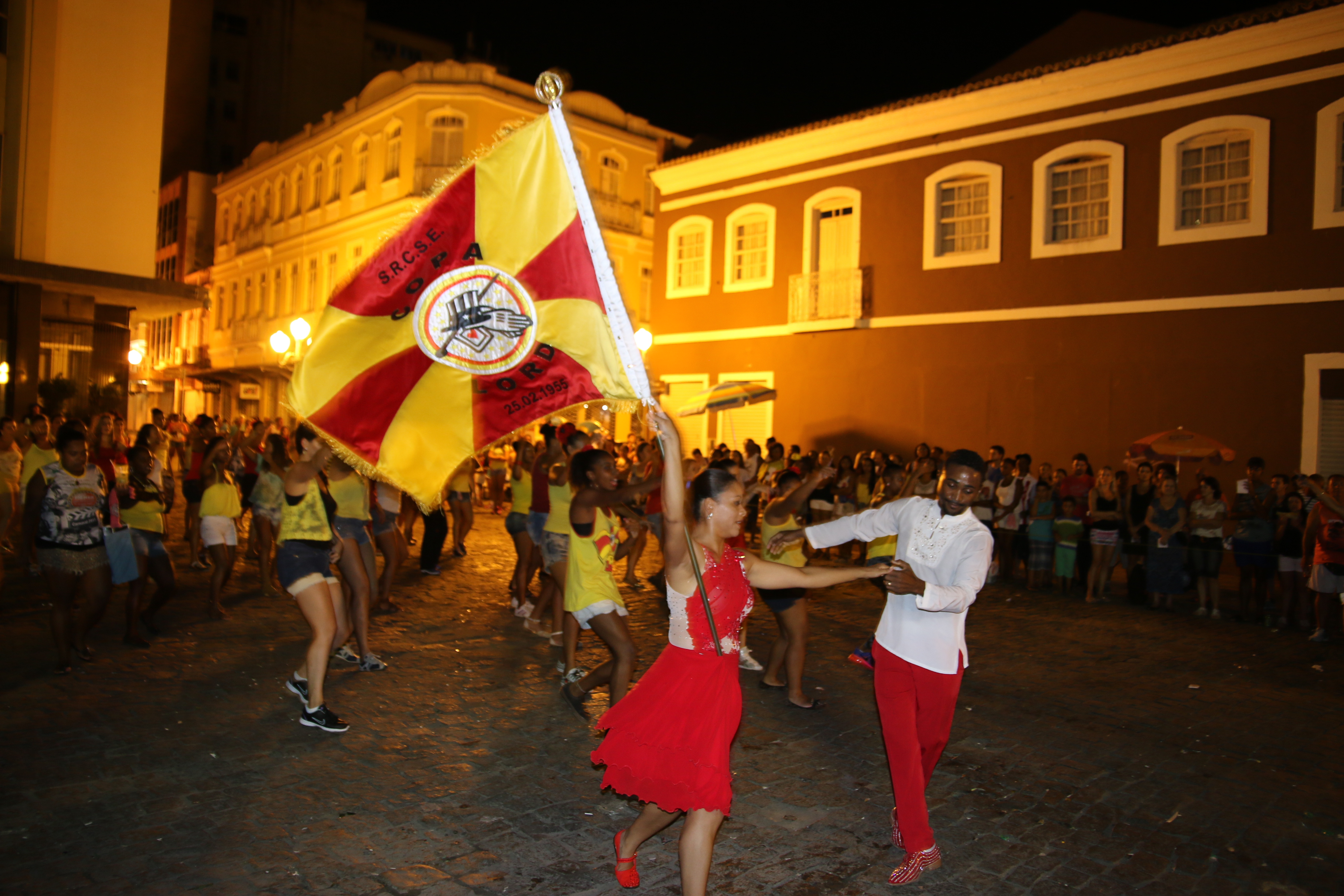
Ensaio da Copa Lord no Centro.

| Ano        | Direção Geral de harmonia e Evolução               | Direção de Harmonia e Evolução                                                                                      |
| ---------- | -------------------------------------------------- | --- |
| 1981-1983  | Abelardo Henrique Blumenberg (Avez-Vous)           | |
| 1984       | Azomar Nascimento, Hailton Cardoso e Dejair Veloso | |
| 1987       | Osvaldo Meira e Luis Osnildo Martinelli Filho      | |
| 2017-2018  | Perpétua Alves (Peta)                              | Igor Santos, Leandrinho, Marcos Ziba, Carla e Patrício.                                                             |
| 2019       | Igor Santos e Marcos Ziba                          | Patrício, Fernanda Dutra, Pietro Fonseca, Rafael, Fabrício, Leandrinho, Amanda, Lucas Reis, Humberto, Renê e Paulo. |
| 2020       | Perpétua Alves (Peta)                              | Fernanda Dutra, Leandrinho, Patrício                                                                                |
| 2022       | Comissão de Harmonia                               | Fernanda Dutra, Roberto Salles, Igor Santos, Lucas e Amanda                                                         |
| 2023-Atual | Fernanda Dutra                                     | Leandrinho, Junior, Patricio, Mayara, Luiz                                                                          |

### 1º Casal de Mestre-sala e Porta-bandeira
| ano         | nome                                  | Ref.                |
| ----------- | ------------------------------------- | ------------------- |
| 1990        | Xexéu e Branda                        | [ 9 ]               |
| 1993        | Joelson Velozo e Thelminha Campos     |                     |
| 1996 - 2003 | Beto Cobrinha e Thelminha Campos      |                     |
| 2004-2011   | Luiz Carlos Araújo e Thelminha Campos |                     |
| 2012-2015   | Leandro Murilo e Fernanda Fonseca     | [ 14 ]              |
| 2016-2019   | Michel Costa e Kamilia Maria          | [carece de fontes?] |
| 2020-2022   | Michel Costa e Ana Carolina Oliveira  |                     |
| 2023-atual  | Michel Costa e Nizilaine              |                     |

### Casal Cidadão e Cidadã Samba
| ano        | nome                                                                           |
| ---------- | ------------------------------------------------------------------------------ |
| 2016-2019  | Jeferson Willian da Costa (Negro Gê) e Juliana Conceição de Lima (Juliana Joy) |
| 2019-2023  | Juliana Conceição de Lima (Juliana Joy) e Luis Felipe Mariano                  |
| 2024       | Juliana Conceição de Lima (Juliana Joy) e Vanderlan da Costa                   |
| 2025-atual | Lays Matias e Vanderlan da Costa                                               |

### Corte da Copa Lord
| Ano       | Rainha          | 1ª Princesa      | 2º Princesa     | Musa              |
| --------- | --------------- | ---------------- | --------------- | ----------------- |
| 2017-2018 | Caroline Maier  | Shaianny Jéssica | Pérola Monteiro | Gabriele Cristina |
| 2019      | Kamilly Silva   | Amanda Vieira    | Caroline Coelho | Caroline Maier    |
| 2020      | Kamilly Silva   | Amanda Vieira    | Luana Zárate    | Caroline Maier    |
| 2023      | Kamilly Silva   | Alanis Lourenço  | Ana Fornari     | Gabriele knowles  |
| 2024      | Alanis Lourenço | Ana Fornari      | Rafaela Rosa    | Gabriele knowles  |
| 2025      | Luana Zárate    | Schaiane Santos  | Vivianne Aguiar | Viviane Mendes    |

## Carnavais
| Ano                                    | Colocação   | Grupo    | Enredo | Carnavalesco                                                                         | Intérprete          | Ref.                |
| -------------------------------------- | ----------- | -------- | --- | ------------------------------------------------------------------------------------ | ------------------- | ------------------- |
| 1955                                   | Campeã      | Especial | Exaltação a Tiradentes                                                                                             |                                                                                      |                     | [ 2 ] [ 8 ]         |
| 1956                                   | Campeã      | Especial | Vem Forasteiro |                                                                                      |                     | [ 1 ]               |
| 1957                                   | Vice-campeã | Especial | Uma Romaria na Bahia                                                                                               |                                                                                      |                     | [ 2 ]               |
| 1958                                   | Vice-campeã | Especial | Exaltação a São Paulo                                                                                              |                                                                                      |                     | [ 2 ]               |
| 1959                                   | Vice-campeã | Especial | |                                                                                      |                     |                     |
| 1960                                   | Vice-campeã | Especial | |                                                                                      |                     |                     |
| 1961                                   | Vice-campeã | Especial | Recordar é Viver                                                                                                   |                                                                                      |                     |                     |
| 1962                                   | Campeã      | Especial | Canários das Laranjeiras                                                                                           |                                                                                      |                     |                     |
| 1963                                   | Vice-campeã | Especial | A Fonte Secou |                                                                                      |                     |                     |
| 1964                                   | 3º lugar    | Especial | |                                                                                      |                     |                     |
| 1965                                   | Vice-campeã | Especial | Florianópolis, Paraíso Terreal                                                                                     |                                                                                      |                     | [ 1 ]               |
| 1966                                   | Campeã      | Especial | A Transmigração da Família Real                                                                                    |                                                                                      |                     |                     |
| 1967                                   | Campeã      | Especial | Dom Pedro e a Marquesa de Santos                                                                                   |                                                                                      |                     |                     |
| 1968                                   | Vice-campeã | Especial | Bahia, Repositório de Deslumbrantes Tradições                                                                      |                                                                                      |                     | [ 2 ]               |
| A escola não desfilou em 1969          |             |          | |                                                                                      |                     |                     |
| 1970                                   | Vice-campeã | Especial | |                                                                                      |                     |                     |
| A escola não desfilou em 1971.         |             |          | |                                                                                      |                     |                     |
| 1972                                   | Campeã      | Especial | Centenário do Clube Doze de Agosto                                                                                 |                                                                                      |                     |                     |
| 1973                                   | Campeã      | Especial | |                                                                                      |                     |                     |
| 1974                                   | Campeã      | Especial | |                                                                                      |                     |                     |
| 1975                                   | Vice-campeã | Especial | Samba, Carnaval e Fantasia                                                                                         |                                                                                      |                     |                     |
| 1976                                   | Campeã      | Especial | Pastores da noite                                                                                                  |                                                                                      |                     | [ 1 ]               |
| 1977                                   | Vice-campeã | Especial | O Sonho das Esmeraldas                                                                                             |                                                                                      |                     | [ 9 ]               |
| 1978                                   | Vice-campeã | Especial | Do Desterro a Florianópolis                                                                                        |                                                                                      |                     | [ 9 ]               |
| 1979                                   | Vice-campeã | Especial | Carnaval, festa do povo                                                                                            | Funções divididas em coordenadorias                                                  |                     | [ 9 ]               |
| A escola não desfilou em 1980.         |             |          | |                                                                                      |                     |                     |
| 1981                                   | Vice-campeã | Especial | Apoteose de Prata                                                                                                  | Orlando, Lourdes Nascimento, Ariel, Uda Gonzaga, Azomar e Barcellos                  | Osvaldo Lima        | [ 9 ]               |
| 1982                                   | Campeã      | Especial | O Último Carijó na Ilha Encantada                                                                                  | Sidney Nocetti Sobrinho e Nilton Neirelli                                            | João Antônio        | [ 9 ]               |
| 1983                                   | Vice-campeã | Especial | O maravilhoso mundo do pescador: sua vida, seu folclore                                                            | Funções divididas em coordenadorias                                                  | João Antônio        | [ 9 ]               |
| 1984                                   | Vice-campeã | Especial | 1817 - Maria Engrácia, a favorita da província                                                                     | Funções divididas em coordenadorias                                                  | João Antônio e Leda | [ 9 ]               |
| 1985                                   | Vice-campeã | Especial | Caldeirão dos bruxos                                                                                               | Moacir Benvenutti Filho e Odorico Antônio Gonçalves                                  |                     | [ 9 ]               |
| A escola não desfilou em 1986.         |             |          | |                                                                                      |                     |                     |
| 1987                                   | 3º lugar    | Especial | Manoa, o Eldorado dos deuses                                                                                       | Mauri Candemil e Sérgio Stahein                                                      |                     | [ 9 ]               |
| Não ocorreram desfiles em 1988.        |             |          | |                                                                                      |                     |                     |
| 1989                                   | 4º lugar    | Especial | A vez e a voz do morro                                                                                             | Jone Araújo e Marcelo Machado                                                        | Jane Pereira        | [ 9 ]               |
| 1990                                   | Campeã      | Especial | No comércio da vida: vi, gostei, mas não comprei                                                                   | Carlos Alberto Schneider, José Alfredo Beirão Filho e Cristina Maria da Silveira     | Jane Pereira        | [ 9 ]               |
| A escola não desfilou em 1991 e 1992.  |             |          | |                                                                                      |                     |                     |
| 1993                                   | 4º lugar    | Especial | O Mistério e a Magia das Pedras Preciosas                                                                          | Márcio Schutz                                                                        |                     | [ 2 ]               |
| Não ocorreram desfiles em 1994.        |             |          | |                                                                                      |                     |                     |
| 1995                                   | Vice-campeã | Especial | Festa para Festeira                                                                                                | Fernando Albalustro, Marcos Carioni e Marcelo Machado                                |                     | [ 1 ]               |
| 1996                                   | Campeã      | Especial | Eu sou filho do batuque, neto do Abatá-kotô                                                                        |                                                                                      |                     | [ 1 ]               |
| Não ocorreram desfiles em 1997 e 1998. |             |          | |                                                                                      |                     |                     |
| 1999                                   | Campeã      | Especial | Cruz e Sousa, o Cisne Negro da Literatura Universal.                                                               | Paulinho Trindade                                                                    |                     | [ 1 ]               |
| 2000                                   | Campeã      | Especial | A Terra é boa e tudo dá.                                                                                           |                                                                                      |                     | [ 1 ]               |
| 2001                                   | Vice-campeã | Especial | Vento em sinfonia, a Família Schürmann vai zarpar                                                                  | Márcio Schutz                                                                        | Jeisson Dias        |                     |
| 2002                                   | Campeã      | Especial | Negro em Desterro.                                                                                                 | Márcio Schutz                                                                        | Jeisson Dias        | [ 1 ] [ 15 ] [ 16 ] |
| 2003                                   | Campeã      | Especial | Teatro Álvaro Carvalho. Retratos do Tempo, Onde a Arte Imita a Vida.                                               | Márcio Schutz                                                                        | Jeisson Dias        | [ 1 ] [ 17 ]        |
| 2004                                   | Campeã      | Especial | Sob a Luz da Ponte Hercílio Luz.                                                                                   | Márcio Schutz                                                                        | Jeisson Dias        | [ 1 ] [ 18 ]        |
| 2005                                   | Vice-campeã | Especial | Nesta representação do morro o seu nome já marcou na história - Embaixada Copa Lord 50 Anos de Glória.             | José Alfredo Beirão Filho                                                            | Jeisson Dias        | [ 1 ]               |
| 2006                                   | 3º lugar    | Especial | Sexta-feira... Noite de Lua Cheia! Tem Cheiro de Bruxa no Ar! Larga de Bobagem Menina.                             | José Alfredo Beirão Filho                                                            | Jeisson Dias        | [ 1 ]               |
| 2007                                   | Vice-campeã | Especial | São José da Terra firme – Terra sem males.                                                                         | Paulinho Trindade                                                                    | Mará                | [ 1 ]               |
| 2008                                   | Campeã      | Especial | Matsuri em Sankateríni                                                                                             | Paulinho Trindade                                                                    | Mará                | [ 19 ]              |
| 2009                                   | 3º lugar    | Especial | Canopus: A Estrela de Alexandria Brilhando por Santa Catarina                                                      | Márcio Schutz                                                                        | Mará                |                     |
| 2010                                   | Campeã      | Especial | ...Marrackech... Fantástico Mundo Mágico na Terra do Sol Poente                                                    | Márcio Schutz                                                                        | Mará                | [ 20 ]              |
| 2011                                   | Vice-campeã | Especial | Enfim...há mãos... e mãos! As tuas quais são?                                                                      | Leo Zeus, Carlos Souza, Anderson Oliveira e Ley Vaz                                  | Mará                | [ 21 ]              |
| 2012                                   | 3º lugar    | Especial | O ponto é chique, a Felipe Schmidt é charme, Floripa é show                                                        | Leo Zeus e Ley Vaz                                                                   | Mará                | [ 22 ]              |
| Não ocorreram desfiles em 2013.        |             |          | |                                                                                      |                     |                     |
| 2014                                   | 3º lugar    | Especial | Quem você pensa que é, sem a força da mulher. Copa Lord saúda D. Uda, as mulheres do Morro e as mulheres do Mundo! | Leo Zeus, Anderson Oliveira, Ley Vaz, Pablo Vieira, Carlos Souza e Fátima Costa Lima | Tiganá              | [ 23 ]              |
| 2015                                   | 3º lugar    | Especial | Os filmes que marcaram as nossas vidas                                                                             | Leo Zeus, Anderson Oliveira, Carlos Souza e Fátima Costa Lima                        | Tiganá              | [ 24 ] [ 25 ]       |
| 2016                                   | 3º lugar    | Especial | Eu sou a mais querida, não posso negar…Vou com a Copa Lord pelo Brasil Festejar                                    | Leo Zeus, Anderson Oliveira, Carlos Souza e Fátima Costa Lima                        | Tiganá              |                     |
| 2017                                   | Vice-campeã | Especial | Eu sou filho do batuque, neto do Abatá-kotô                                                                        | Leo Zeus, Anderson Oliveira e Fátima Costa Lima                                      | Nellipe Costa       | [ 26 ]              |
| 2018                                   | Campeã      | Especial | Manjericão - Um banho de fé                                                                                        | Leo Zeus, Anderson Oliveira e Willian Tadeu                                          | Nellipe Costa       | [ 27 ] [ 28 ]       |
| 2019                                   | Vice-campeã | Especial | O mestre-sala do Céu                                                                                               | Leo Zeus e Willian Tadeu                                                             | Nellipe Costa       | [ 29 ]              |
| 2020                                   | 6º lugar    | Especial | Bem aventurados os que tem fome e sede de justiça. Vilson Groh o Sacerdote das Comunidades.                        | Paulinho Trindade                                                                    | Nellipe Costa       |                     |
| Não ocorreram desfiles em 2021 e 2022. |             |          | |                                                                                      |                     |                     |
| 2023                                   | 4º lugar    | Especial | O orocongo do Gentil                                                                                               | Willian Tadeu                                                                        | Gi Guedes           |                     |
| 2024                                   | 4º lugar    | Especial | Praça XV, Paulo Fontes e Nego Quirido - Um Manifesto pelas Escolas de Samba                                        | Willian Tadeu                                                                        | Mará                |                     |
| 2025                                   | Vice-campeã | Especial | Ontemanhã - O tempo nos traços de Hassis                                                                           | Willian Tadeu                                                                        | Nellipe Costa       |                     |
| 2026                                   |             | Especial | As doces aventuras de Rocambole                                                                                    | Willian Tadeu                                                                        | Nellipe Costa       |                     |